# Virmajärvi
Virmajärvi (ros. Вирмаярви) – jezioro położone na granicy Finlandii i Rosji, w jednostkach administracyjnych Ilomantsi i Karelia. Na wyspie na jeziorze znajduje się najdalej na wschód wysunięty punkt Finlandii oraz kontynentalnej części Unii Europejskiej. Nad brzegiem jeziora znajduje się pomnik, będący „symbolem przyjaźni, współpracy i pokoju”. Przebieg granicy przebiegającej przez jezioro został wyznaczony w 1621 roku na mocy pokoju w Stołbowie. Jezioro jest odwiedzane rocznie przez około 2500 osób. Jezioro jest położone na wysokości 175,8 m n.p.m.. Wybrzeże jeziora jest niezamieszkane. Nazwa jeziora pochodzi prawdopodobnie od słowa viermee, które oznacza sieć rybacką.